# Законодателство за защита на животните
Законодателството за защита на животните е сбор от закони и нормативни актове, създадени с цел защита на животински видове от различни видове физически и психически наранявания, ограничаване на тяхната свобода, влияние върху техните естетически качества и други.

## История
В исторически план през вековете различни религиозни организации и видни личности изразяват своето мнение относно хуманното отношение и защита на животинските видове, от опасното влияние на човека и други фактори. През последните десетилетия различни правителства като тези на САЩ и страни от Западна Европа създават законодателство за защита на животинските видове.

## България
През 2009 в България са преструктурирани законите за защита на животните. Въвеждат се нови закони под въздействието на различни европейски организации и шокиращи злодеяния разтърсили страната.
- Закон за защита на животните от Наказателен кодекс на Република България: Глава Първа – Общи приложения, Глава Втора – Отглеждане и грижа за животните, Глава Трета – Специфични условия за отглеждане и използване на животни, Глава Четвърта – Животни-Компаньони, Глава Пета – Безстопанствени животни